# پرچم کانادا
پرچم ملی کانادا (به انگلیسی: National Flag of Canada) (به فرانسوی: Le drapeau du Canada)، که پرچم برگ افرا نیز خوانده می‌شود، پرچمی قرمز پررنگ است که وسط آن یک مربع سفید است و درون این مربع یک برگ افرای قرمز قرار دارد. این پرچم در سال ۱۹۶۵ به عنوان پرچم ملی رسمی کانادا، جایگزین پرچم اتحاد بریتانیا شد. پیش از آن در مواقع نیاز به پرچمی مجزا برای کانادا، از نسخه‌ای از پرچم اتحاد بر روی زمینه قرمز استفاده می‌شد.
در سال ۱۹۶۴، نخست‌وزیر کانادا، لستر بولز پیرسون، کمیته‌ای برای حل و فصل این مسئله به راه انداخت و به بحث‌های جدی برای تغییر پرچم دامن زد. طراحی برگ افرای این پرچم توسط جرج استنلی و جان ماتسون از روی پرچم کالج نظامی سلطنتی کانادا برگرفته شد. طراحی این پرچم برای اولین بار در ۱۵ فوریه ۱۹۶۵ تمام شد و هم‌اکنون پرچم ملی کاناداست.
پرچم‌های مختلفی از جمله پرچم مقامات کانادایی، نهادهای دولتی، و نیروهای نظامی از این پرچم الگوبرداری کرده‌اند. بسیاری از این پرچم‌ها حاوی برگ افرا هستند. پرچم اتحاد نیز همچنان در کانادا به عنوان یک پرچم رسمی شناخته می‌شود و در پرچم‌های استانی بریتیش کلمبیا، انتاریو و مانیتوبا مشاهده می‌شود.

## طراحی
عرض پرچم کانادا دوبرابر ارتفاع آن است. هر یک از زمینه‌های قرمز رنگ این پرجم نیمی از حجم مربع سفیدرنگ وسط پرچم را دربر می‌گیرند. برگ افرای قرمز در مرکز مربع سفید است. در پرچم‌های قدیمی این کشور نیز برگ افرا در پرچم کانادا دیده می‌شود. این برگ در ۱۵ مارس ۲۰۰۵ به عنوان بخشی از پرچم مقامات کانادایی به کار رفت.
برگ افرا به عنوان نماد جشن طبیعت و محیط زیست در پرچم کانادا به کار رفته‌است. تعداد نقاط روی برگ دارای اهمیت است. طرح آزمون تونل باد نشان داد که نقاط روی برگ افرا بسیار اندک است. تصویر برگ افرا توسط ژاک سیتن کرای طراحی شد. با این حال، جک کوک ادعا می‌کند که این یازده نقطهٔ روی برگ از فروشگاه صنایع دستی کانادا در اتاوا برگرفته شده‌است. در سال ۱۹۲۱، شاه جرج پنجم رنگ رسمی پرچم کانادا را به قرمز تبدیل کرد و علامت فرانسوی سلطنتی از زمان شاه چارلز پنجم بر روی پرچم کانادا قرار داده شد.

## تاریخچه
پرچم کانادا برای اولین بار در سال ۱۴۹۷ توسط جان کابوت در نیوفاندلند اهتزاز یافت. در سال ۱۵۳۴، ژاک کارتیه دومین پرچم کانادا را با نماد گل زنبق سلطنتی فرانسه طراحی کرد. پرچم آن زمان فرانسه به رنگ قرمز همراه یک صلیب سفید بود. با تشکیل فرانسه نو، پرچم فرانسه از روی نیروهای نظامی خود برداشته شد و تا همین زمان پرچم رسمی فرانسه بوده‌است.

## بیانیه
پس از این که قطعنامه پرچم جدید کانادا توسط دومجلس تصویب شد، با امضای ملکهٔ کانادا این طرح به‌طور رسمی به تصویب رسید. این قطعنامه و امضاها به‌طور سند روشن بر روی پوست گوساله با خوشنویسی ایوان دیسمن و تصاویر آرم‌شناسی به ثبت رسید. متن این سند با استفاده از یک تیغ جوجه تیغی با جوهر سیاه و سفید نوشته شده‌است، در حالی که تصاویر آرم‌شناسی از رنگ حل شده با آب و آمیخته شده با عسل و صمغ و در نهایت با رنگ طلایی گواش کشیده شده‌است. مهر بزرگ کانادا بر روی روبان ابریشم به کار گرفته شده‌است.
این پوست گوساله محتاطانه توسط خوشنویس امضا شد، اما امضاهای رسمی به وسیلهٔ ملکه الیزابت دوم، نخست‌وزیر لستر پیرسون، و دادستان کل کشور گای فاوریو صورت گرفت. به منظور به دست آوردن این امضاها سند برای امضای ملکه به بریتانیا و برای امضای گای فاوریو به کارائیب رفت. با حمل و نقل این سند، آب و هوا نیز تغییر یافت و در سال ۱۹۹۰ منجر به تعمیر سند شد. این سند هم‌اکنون در دما و رطوبت مناسب نگهداری می‌شود.

## پرچم

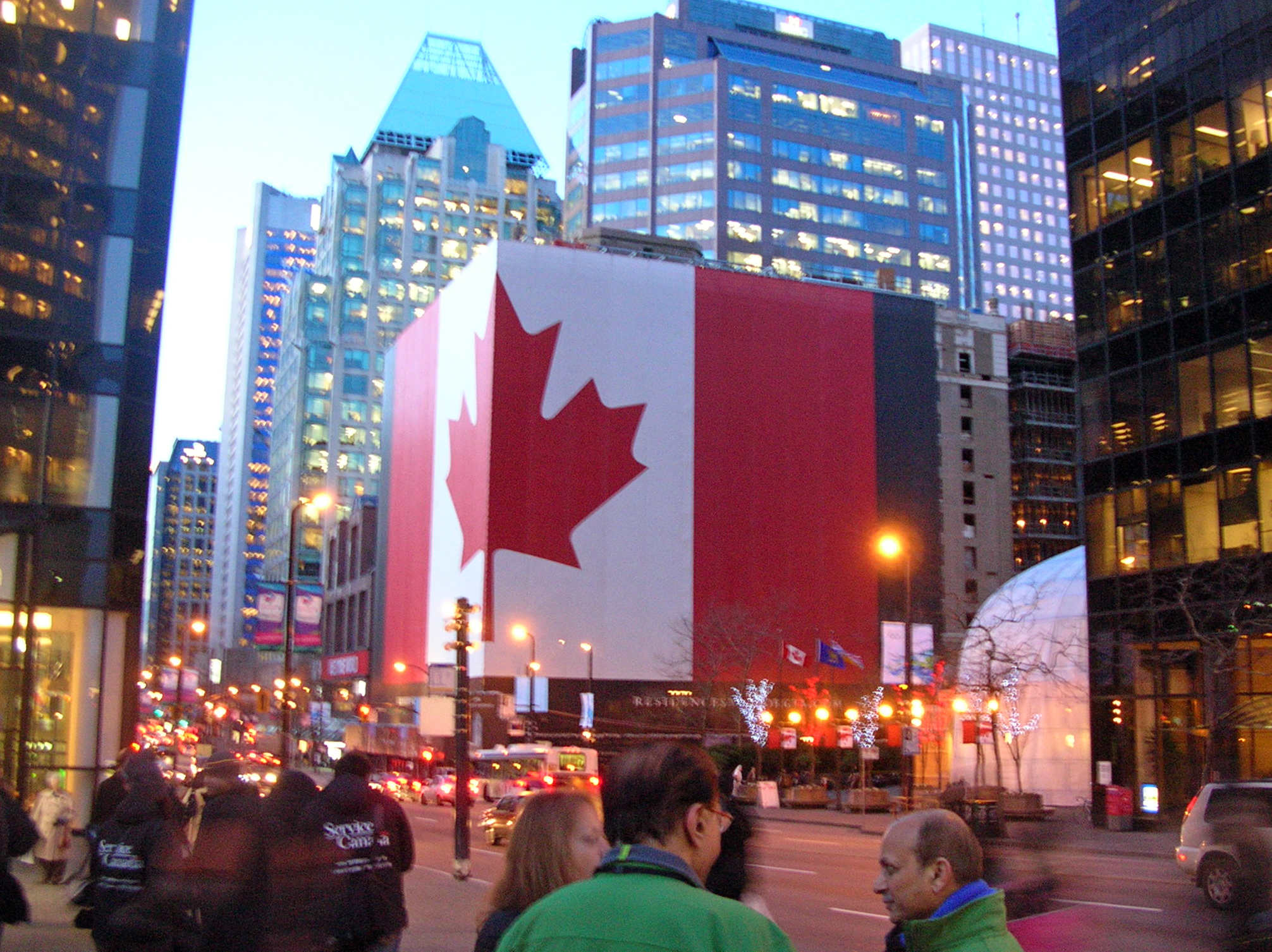
پرچم غول پیکر کانادا در مرکز شهر ونکوور در کانادا برای بازی‌های المپیک زمستانی ۲۰۱۰

پلاک یادبود پرچم کانادا در سال ۱۹۸۵، در کالج نظامی سلطنتی کانادا (RMC) در کینگستون، اونتاریو نصب شد. در ماه مارس ۱۹۶۴، جرج استنلی با همکاری جان ماتسون و RMC، پرچم ملی را طراحی کردند. این پرچم توسط مجلس تصویب شد و با بیانیهٔ سلطنتی، در تاریخ ۱۵ فوریه ۱۹۶۵ به عنوان پرچم ملی کانادا به تصویب رسید.

## نگارخانه
